# Meike Pfister
Meike Pfister (* 6. Februar 1996) ist eine ehemalige deutsche Skirennläuferin und Skicrosserin. Sie gehörte dem B-Kader des Deutschen Skiverbandes an und startete überwiegend in den schnellen Disziplinen Abfahrt und Super-G. Mit Beginn der Saison 2021/22 startete sie im Skicross.

## Biografie

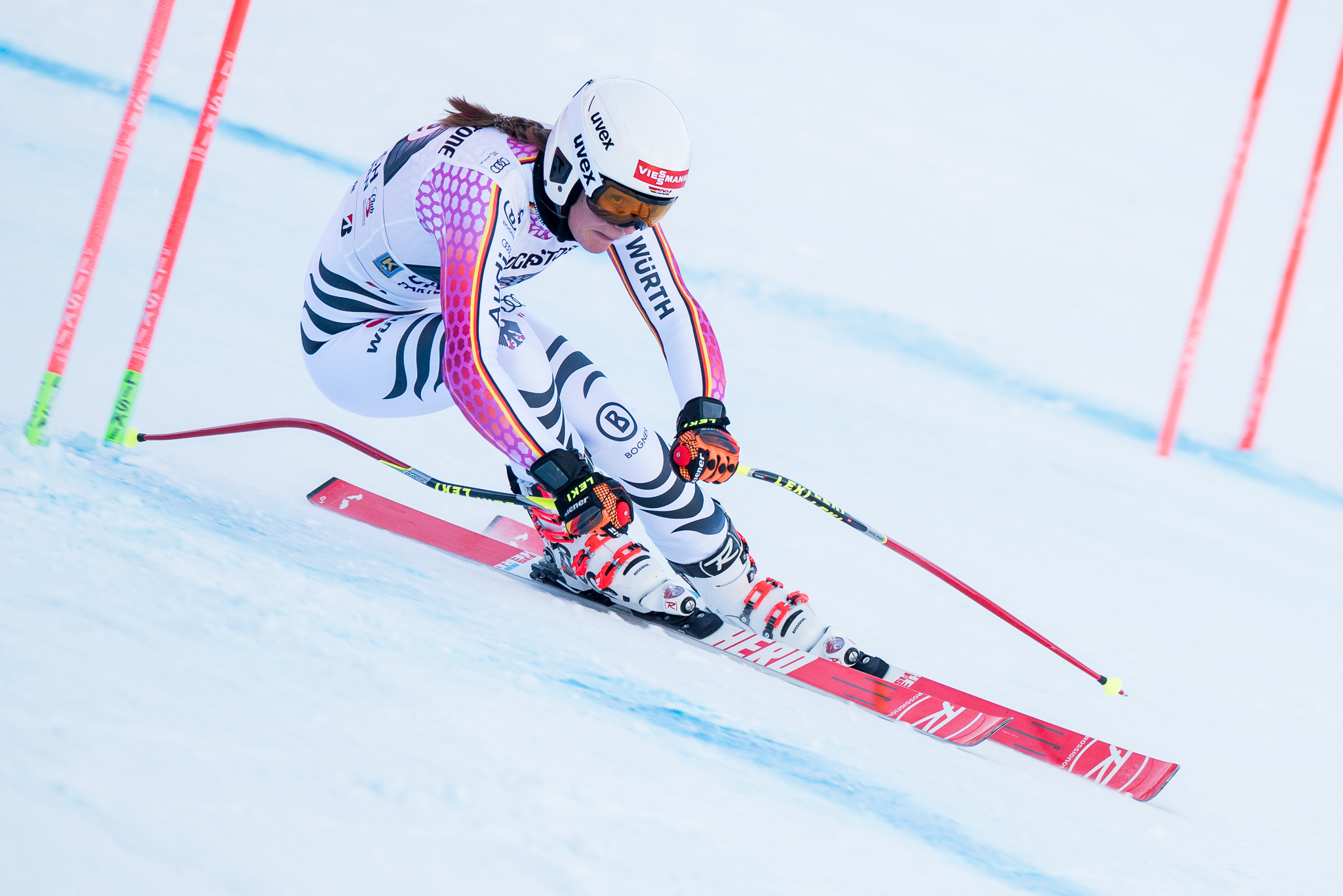
Kandahar-Abfahrt (2017)

Meike Pfister stammt aus Deisenhausen und startet für den SC Krumbach. Ihre Eltern sind DSV-Skilehrer und brachten sie und ihre zwei Geschwister früh mit dem Skisport in Berührung. Mit 15 Jahren wechselte Pfister an das Skiinternat Oberstdorf. Nach dem Abitur ging sie zur Bundeswehr und wurde Sportsoldatin. Seit 2021 studiert sie Wirtschaftsingenieurwesen.
Im Alter von 15 Jahren bestritt sie ihre ersten FIS-Rennen. Im Februar 2013 nahm sie am Europäischen Olympischen Winter-Jugendfestival teil und belegte die Ränge elf und zwölf in Riesenslalom und Slalom. Im Januar 2014 gab Pfister im Super-G von Spital am Pyhrn ihr Europacup-Debüt, erstmals punkten konnte sie zwei Jahre später in derselben Disziplin. Am Ende der Saison 2015/16 musste sie sich im Rahmen der Deutschen Meisterschaften sowohl in der Abfahrt als auch im Riesenslalom nur knapp geschlagen geben und kürte sich zur zweifachen Vizemeisterin.
Am 21. Januar 2017 gab Pfister in der Kandahar-Abfahrt in Garmisch-Partenkirchen ihr Weltcup-Debüt und belegte Rang 36. Bei ihren einzigen Juniorenweltmeisterschaften in Åre startete sie in allen Disziplinen und erreichte als bestes Ergebnis einen siebenten Rang in der Abfahrt. In der Saison 2017/18 startete sie vermehrt in den schnellen Disziplinen und gewann mit den Rängen 27 und 14 in den beiden Abfahrten von Garmisch ihre ersten Weltcuppunkte. Im März gelang ihr mit Platz 19 im Super-G von Crans-Montana der erste Punktegewinn in dieser Disziplin. In der kommenden Saison konnte sie sich zweimal in den Punkterängen klassieren. Obwohl Pfister die Qualifikationskriterien des DSV nicht erfüllte, durfte sie an den Weltmeisterschaften 2019 in Åre teilnehmen, wo sie die Ränge 22 und 23 in Abfahrt und Kombination belegte. Am 21. Februar 2019 kam sie im Training zur Weltcup-Abfahrt in Crans-Montana zu Sturz und kugelte sich die rechte Schulter aus, womit die Saison für sie vorzeitig beendet war.
Nachdem Pfister mit Beginn der Saison 2021/22 im Skicross gestartet war, beendete sie nach dieser Saison aufgrund der langwierigen Schulterverletzung ihre Karriere.

## Erfolge

### Weltmeisterschaften
- Åre 2019: 22. Alpine Kombination, 23. Abfahrt

### Weltcup
- 2 Platzierungen unter den besten 20

### Weltcupwertungen
| Saison  | Gesamt | Gesamt | Abfahrt | Abfahrt | Super-G | Super-G |
| Saison  | Platz  | Punkte | Platz   | Punkte  | Platz   | Punkte  |
| ------- | ------ | ------ | ------- | ------- | ------- | ------- |
| 2017/18 | 92.    | 34     | 37.     | 22      | 45.     | 12      |
| 2018/19 | 116.   | 10     | 46.     | 7       | 47.     | 3       |

### Europacup
- 4 Platzierungen unter den besten zehn

### Juniorenweltmeisterschaften
- Åre 2017: 7. Abfahrt, 13. Super-G, 19. Riesenslalom

### Weitere Erfolge
- Deutsche Vizemeisterin in Abfahrt und Riesenslalom 2016
- 3 Siege in FIS-Rennen